# IPadOS 13
iPadOS 13는 애플이 자사의 아이패드 계열의 태블릿 컴퓨터를 대상으로 개발한 최초 주요 릴리스의 iPadOS 모바일 운영 체제이다. 해당 장치를 위한 iOS12의 후속 운영 체제로서 자사의 2019 애플 세계 개발자 회의(WWDC)에서 iOS의 파생판으로 발표되었으나 멀티태스킹에 더 많은 중점을 두었다. 2019년 9월 출시되었다.

## 업데이트
| 버전   | 출시일           | 각주   |
| ------ | ---------------- | ------ |
| 13.1   | 2019년 9월 24일  | [ 3 ]  |
| 13.1.1 | 2019년 9월 27일  | [ 4 ]  |
| 13.1.2 | 2019년 9월 30일  | [ 5 ]  |
| 13.1.3 | 2019년 10월 15일 | [ 6 ]  |
| 13.2   | 2019년 10월 28일 | [ 7 ]  |
| 13.2.2 | 2019년 11월 7일  | [ 8 ]  |
| 13.2.3 | 2019년 11월 18일 | [ 9 ]  |
| 13.3   | 2019년 12월 10일 | [ 10 ] |
| 13.3.1 | 2020년 1월 28일  | [ 11 ] |
| 13.4   | 2020년 3월 24일  | [ 12 ] |
| 13.4.1 | 2020년 4월 7일   | [ 13 ] |
| 13.5   | 2020년 5월 20일  | [ 14 ] |
| 13.5.1 | 2020년 6월 1일   | [ 15 ] |
| 13.6   | 2020년 6월 30일  | [ 16 ] |
| 13.6.1 | 2020년 8월 12일  |        |
| 13.7   | 2020년 9월 1일   |        |

범례:   과거   현재   베타

## 기능

### 애플 아케이드
앱스토어의 오락실이다. 애플 아케이드는 구독형 게임 서비스이며 iPadOS 13이상이라면 이용가능하다.

### 다크모드
다크모드는 앱화면 배경이 검은색으로 변하는 것을 말한다. 초반에는 다크모드를 활성화했을 때 애플의 기본앱만 배경이 검은색으로 변했는데 이제는 대부분 앱들이 배경이 검은색으로 변한다.

### 애플로 로그인
애플로 로그인은 애플 ID로 다른 서비스를 로그인하는 것을 말한다.

### 개인정보 보호
iPadOS 13은 위치 데이터의 처리를 변경한다. 앱이 위치에 대한 액세스를 요청하면 사용자는 앱을 사용할 때마다 액세스 권한을 부여할지, 부여하지 않을지 또는 한 번만 허용할지를 선택한다. 사용자는 백그라운드 위치 액세스와 앱이 Bluetooth 또는 Wi-Fi(비동의 위치 추적에도 사용될 수 있음)에 대한 액세스를 요청할 때 유사한 프롬프트를 수신한다.
2019년 8월, 2020년 4월부터, VoIP용 푸시킷 API가 인터넷 전화 사용으로 제한되어 백그라운드 데이터 수집을 위해 다른 앱에서 사용되었던 "루프홀"이 닫힐 것이라고 보고되었다.

### UI
시스템 전역 다크 모드를 사용하면 전체 iOS 및 iPadOS에 대해 밝은 색 구성표를 사용할 수 있다. OS 사용자 인터페이스, 모든 기본 애플리케이션 및 지원되는 타사 앱. 수동으로 켜거나 하루 중 시간을 기준으로 밝은 모드와 어두운 모드 사이를 자동으로 전환하도록 설정할 수 있다.
볼륨 표시기가 재설계되어 더 크고 가운데에 있는 오버레이를 볼륨 키 근처에 수직으로 표시된 슬림한 막대 또는 가로 맨 위에 표시된 막대로 교체했다. 막대를 직접 조작할 수도 있다.
애플 뮤직, 애플 팟캐스트 및 애플 북스의 카드 UI 요소는 타사 앱에서 사용할 수 있는 옵션으로 시스템 전체에 구현되었다.

### Siri
Siri는 "Neural TTS"라고 불리는 소프트웨어 생성 음성을 사용하며, 이전 버전보다 더 자연스럽게 들릴 수 있도록 만들어졌다. Siri는 또한 더 기능적이 되었고 새로운 사운드 제어를 사용할 수 있다. Siri 바로 가기 앱은 기본적으로 설치된다. Siri는 또한 홈팟을 사용하여 다양한 사람들의 목소리를 배우고 인식한다. Siri는 에어팟에서 수신되는 메시지를 자동으로 읽는 것도 가능하다.

### 키보드
QuickType 가상 키보드는 QuickPath 기능을 갖추고 있어 사용자가 손가락으로 키보드를 문질러 단어와 구문을 완성할 수 있다. 이 기능은 이전에는 SwiftKey, Adaptxt, Gboard 또는 Swype과 같은 타사 키보드 애플리케이션을 통해서만 사용할 수 있었다. 이모티콘 스티커는 이모티콘 키보드에 포함되어 있으며 일반 이모티콘이 있을 수 있는 곳이라면 어디든 사용할 수 있다.

### 텍스트 편집
iPadOS 13은 잘라내기, 복사, 붙여넣기, 실행 취소 및 재실행하기 위한 새로운 시스템 차원의 제스처 인터페이스를 추가했다. 왼쪽 또는 위를 세 손가락으로 문지르면 실행 취소되고 오른쪽 또는 아래로 세 손가락을 문지르면 다시 실행된다. 손가락 세 개를 꼬집으면 복사되고, 세 번째 손가락을 꼬집으면 잘리고, 세 손가락을 벌리면 붙여진다. 손가락을 세 번 누르면 다섯 가지 옵션이 모두 포함된 바로 가기 메뉴가 나타난다.
파란색 텍스트 커서는 길게 눌러 텍스트 필드 주위로 이동할 수 있다. 단어를 두 번 탭하면 해당 단어가 선택되고, 세 번 탭하면 문장이 선택되며, 문단을 네 번 탭하면 선택되는 등 텍스트 선택을 위한 많은 새로운 옵션도 추가되었다.